# عمرو الجارحي
عمرو الجارحي (1959 -)هو رئيس مجلس إدارة ميد بنك، شغل منصب وزير المالية المصري خلال مارس سنة 2016 حتي يونيو 2018، ومحافظ مصر في البنك الآسيوي للاستثمار في البنية التحتية، ومحافظ مناوب للدولة في صندوق النقد الدولي، وصندوق النقد العربي، والبنك الإسلامي للتنمية.

## حياته
ولد الجارحي سنة 1959 بالقاهرة، حصل على بكالوريوس في المحاسبة من كلية التجارة سنة 1981 من جامعة القاهرة.

## مناصب
شغل الجارحي العديد من المناصب المحلية والدولية منها؛
- رئيس مجلس الإدارة والعضو المنتدب لبنك ميد بنك ممثلاً عن شركة مصر للتأمين منذ مارس 2019.
- رئيس مجلس إدارة شركة قناة السويس لتوطين التكنولوجيا منذ 3 يوليو 2022.
- عضو مجلس إدارة كل من شركة بالم هيلز للتعمير منذ أبريل 2019، وشركة الملتقى العربي للاستثمارات اميك ممثلاً عن شركة دلة البركة القابضة منذ 2019.
- عُين عضواً في مجلس إدارة شركة قناة السويس لتوطين التكنولوجيا في 9 ديسمبر 2021.
- شغل منصب وزير المالية في مصر بين مارس سنة 2016 حتي يونيو 2018، ومحافظ مصر في البنك الآسيوي للاستثمار في البنية التحتية، ومحافظ مناوب للدولة في صندوق النقد الدولي، وصندوق النقد العربي، والبنك الإسلامي للتنمية.
- تقلد منصب رئيس مجلس إدارة شركة إي فاينانس للاستثمارات المالية والرقمية، ونائب رئيس مجلس إدارة بنك الاستثمار القومي، وممثل عن البنك ذاته في الهيئة القومية للبريد، والعضو المنتدب لنشاط بنوك الاستثمار للمجموعة المالية هيرمس، والعضو المنتدب لبنك الاستثمار القومي، ومدير تنفيذي لـشركة التجاري الدولي للاستثمار، ونائب الرئيس التنفيذي في بنك قطر الوطني الأهلي، ورئيس اللجنة الخاصة بتنفيذ أغراض اتفاق وضع ترتيبات إظهار دعم المنتجات البترولية، ومدير أول للائتمان في البنك التجاري الدولي، وأمين صندوق جمعية جيل المستقبل.
- شغل عضوية مجلس إدارة كل من شركة القلعة القابضة، وبنك الإسكندرية، والهيئة القومية لسكك حديد مصر، والهيئة القومية للأنفاق، وشركة السويس للأسمنت، والهيئة العامة للتنمية الصناعية، وشركة المقاولون العرب وشركاه، والشركة القابضة للمستحضرات الحيوية فاكسيرا، وشركة فجر الأردنية المصرية، وعضوية سابقة لجنة سياسات جمال مبارك سنة 2009.